# Marsha Mehran
Marsha Mehran (ur. 1977 w Teheranie, zm. w kwietniu 2014 w Lecanvey) – irańska pisarka. Autorka trzech powieści, z których jedna stała się bestsellerem.

## Życiorys
Córka Abbasa Mehrana. Urodziła się jako Mahsa Mehran w stolicy Iranu, a wychowywała w Buenos Aires w Argentynie, dokąd jej rodzice uciekli z Iranu. W stolicy Argentyny była uczennicą prywatnej szkockiej szkoły, która zaszczepiła w niej zamiłowanie do kultury celtyckiej. Później mieszkała w Stanach Zjednoczonych (od 1984), Australii (od 1992) i Irlandii.

### Twórczość
Jej debiutancka powieść Zupa z granatów (Pomegranate Soup) z 2005 została przetłumaczona na kilkanaście języków i była międzynarodowym bestsellerem. W 2007 wydała jej kontynuację, pt. Woda różana i chleb na sodzie (Rosewater and Soda Bread), zaplanowaną jako część serii siedmiu książek. Cykl opowiada o trzech pięknych siostrach Aminpur, uciekinierkach z ogarniętego rewolucją islamską (1978–1979) Iranu, które otwierają egzotyczną Babylon Café w miasteczku we wschodniej Irlandii, gdzie oferują mieszkańcom tradycyjne perskie potrawy i jaśminową herbatę z samowaru.
Trzecią i ostatnią powieścią, którą ukończyła była Sobotnia szkoła piękności (The Margaret Thatcher School of Beauty, wydana również pod tytułem The Saturday Night School of Beauty) z 2013. Powieść opowiada o Zaidi Heirati, która z córeczką wyjeżdża z Iranu do Buenos Aires, gdzie trafia do budynku dla irańskich emigrantów, w którym otwiera mały salon piękności. Razem z sąsiadami z budynku podtrzymuje irańską kulturę i tradycję, kontynuując starożytny zwyczaj snucia opowieści. W fabułę jest wpleciona wojna Falklandzka z 1982. Marsha Mehran zmarła w niewyjaśnionych okolicznościach rok po wydaniu ostatniej powieści.

## Życie prywatne
Jej rodzice rozwiedli się w 1994. W Nowym Jorku poznała Amerykanina irlandzkiego pochodzenia, barmana Christophera Collinsa, którego poślubiła; rozwiedli się w 2008. Zmarła osamotniona we wsi Lecanvey w hrabstwie Mayo (wschodnia Irlandia).

## Powieści przełożone na język polski[7]
- 2006: Zupa z granatów
- 2009: Woda różana i chleb na sodzie
- 2015: Sobotnia szkoła piękności